# Gottfried Leonhard Baudis der Ältere

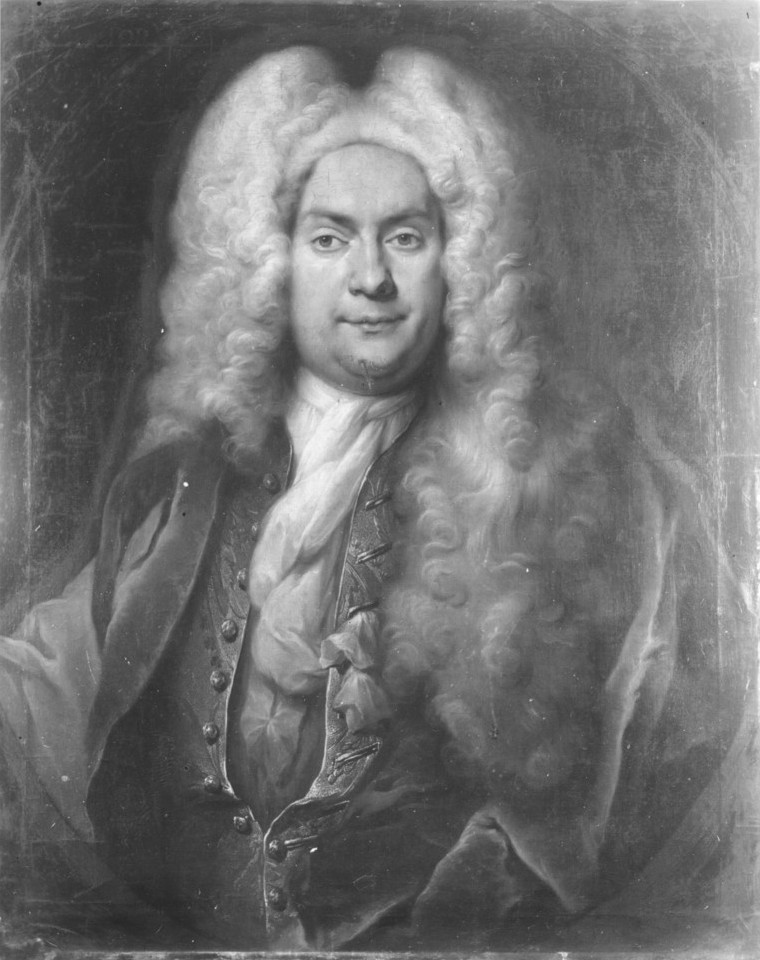
Gottfried Leonhard Baudis der Ältere

Gottfried Leonhard Baudis der Ältere (auch: Baudiss; * 4. August 1683 in Liegnitz; † 8. Februar 1739 in Leipzig) war ein deutscher Rechtswissenschaftler.

## Leben
Der Sohn des Pfarrers Andreas Baudis (* 31. Januar 1649 in Liegnitz; † 11. Mai 1706 ebenda) und dessen Frau Anne Ursula (geb. Thilo) hatte nach der Grundausbildung in seiner Heimatstadt das Elisabethgymnasium in Breslau besucht. 1701 begann er an der Universität Halle ein Studium. Hier fand er in Johann Franz Buddeus an der philosophischen Fakultät seinen ersten Lehrer. Zudem besuchte er die Rechtsvorlesungen von Christian Thomasius und Samuel Stryk.
Nach zwei Jahren wechselte er an die Universität Leipzig, wo er bei seinem Onkel, dem Stadtrichter Leonhard Baudis (* 18. Februar 1651 in Liegnitz; † 8. November 1709 in Leipzig) unterkam. Hier widmete er sich vor allem bei Lüder Mencke, Gottfried Nikolaus Ittig (1645–1710), Gottlieb Gerhard Titius (1661–1714), Gottfried Barth (1650–1728), Christian Gottfried Frankenstein (1661–1717) und Johann Christoph Schacher (1667–1720) dem Studium der juristischen Wissenschaften.
Baudis hielt 1704 selbst Vorlesungen und erhielt 1705 seine praktische Zulassung zum Notar. Um sich einem akademischen Werdegang zu widmen, erwarb er 1706 in Leipzig den akademischen Grad eines Magisters. 1707 wurde er Mitglied am Kollegium unser lieben Frauen. Nach einem kurzen Aufenthalt in seiner Vaterstadt wurde er 1709 an der Universität Jena zum Doktor der Rechte promoviert.
Er kehrte wieder nach Leipzig zurück, wurde 1715 Ratsherr, 1720 Aufseher der Leipziger Ratsbibliothek sowie im selben Jahr Advokat am Oberhofgericht. 1726 wurde er Stadtrichter, 1733 Syndikus der Stadt Leipzig und 1734 Assessor am Leipziger Konsistorium. Nachdem man ihm auch den Titel eines königlich polnischen und kurfürstlich sächsischen Appellationsrates verliehen hatte, berief man ihn ebenfalls 1734 zum ordentlichen Professor des Kodex an der Leipziger Hochschule, die er am 25. November antrat.
Mit der Professur war ein Kanonikat am Stift Merseburg verbunden und zugleich wurde er Decemvir der Akademie. Als er 1735 auch Assessor der juristischen Fakultät geworden war, übernahm er im Wintersemester 1736 auch das Rektorat der Alma Mater. Zur großen akademischen Wirksamkeit ist er jedoch nicht mehr gelangt, da er bereits in seinem 56. Lebensjahre verstarb. Er wurde, wie auch seine Frau, in der Leipziger Paulinerkirche beigesetzt.

## Familie
1711 hatte sich Baudis mit Marie (Magdalena) Sybilla, der dritten Tochter des Leipziger Kauf- und Ratsherrn Christoph Georg Winkler (* 30. Januar 1658 in Leipzig; † 15. September 1709 ebenda) verheiratet. Aus dieser Ehe ist der Jurist und Historiker Gottfried Leonhard Baudis der Jüngere (* 26. Juli 1712 in Leipzig; † 17. September 1764 in Braunschweig) bekannt.

## Werke
Neben verschiedenen Fachaufsätzen sind von Baudis folgende Einzelwerke bekannt:
- Disp. De titulis viri illustris, spechtabilis, clarissimi, magnifici, excellentissimi et amplissimi, olim aulicis nunc etiam scholastics. Leipzig 1706
- Diss. De legibus conviviorum. Jena 1709
- Programm de scholis juridicis Graecorum et Romanorum. Leipzig 1734
- Diss. De indole causarum ecclesiastticarum. Leipzig 1735
- Progr. De allegationibus, quae actionem sequuntur, ex veteri jure. Leipzig 1736
- Progr. De dore juris Germanicici. Leipzig 1738